# Fiançailles (nouvelle)
Fiançailles est une nouvelle de Marcel Aymé, parue aux éditions Gallimard en 1950.

## Historique
Fiançailles paraît  dans En arrière, le dernier recueil de nouvelles publié du vivant de l'auteur,  en 1950.

## Résumé
Après le déjeuner, pendant la promenade dans le parc, le marquis de Valoraine et ses invités rencontrent un jeune centaure coiffé d'un canotier. Celui-ci ne laisse pas indifférente Ernestine, la filleule de monseigneur d'Orviel...